# Mimillaena semiobscura
Mimillaena semiobscura är en skalbaggsart som beskrevs av Hayashi 1961. Mimillaena semiobscura ingår i släktet Mimillaena och familjen långhorningar. Inga underarter finns listade i Catalogue of Life.